# Quraysh

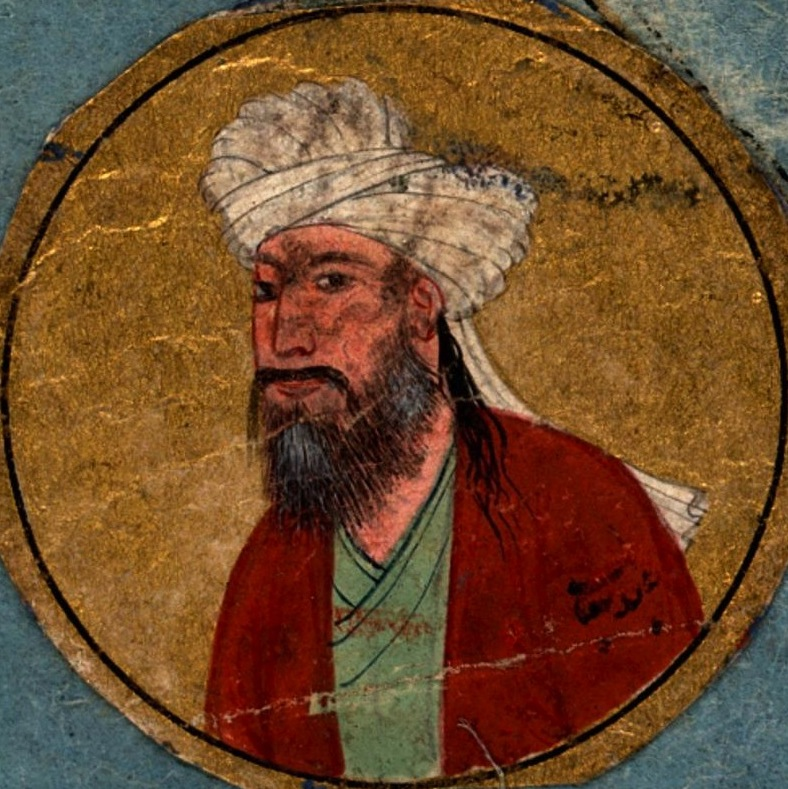
Hashim ibn 'Abd Manaf, il bisnonno di Maometto, appartenente alla tribù Quraysh

Banū Quraysh (in arabo بنو قريش‎?; letteralmente I figli di Quràysh), o Quràysh, è il nome assunto dalla tribù araba stanziatasi nel VII secolo d.C. a La Mecca.

## Ipotesi sulle origini
Le origini della tribù non sono note. Il nome Quràysh – sembrerebbe indicare un piccolo squalo o un'orca – non ci aiuta perché, riferendosi al mondo animale, non è in grado di identificare un eponimo reale.
Un'altra ipotesi parla di una chiamata a raccolta di elementi eterogenei rientranti presumibilmente nella stirpe dei Kinàna, insediatasi in Hijaz. Merito di una tale costituzione tribale sarebbe da attribuire a Qusayy, un personaggio del quale sembra più probabile tracciare un'esistenza reale; il tutto potrebbe essere avvalorato dal termine arabo taqarrush, per l'appunto 'radunare'.
Non si sa neppure se i Quraysh fossero di origine araba meridionale 'qahtanide' (dal biblico Qahtan), e quindi provenienti da una realtà maggiormente evoluta per struttura sociale quanto per modalità di produzione, o se invece appartenessero a quel vasto insieme di stirpi 'adnanidi' (dal biblico Adnan), praticanti il nomadismo e stabilitesi nelle aree settentrionali peninsulari; rivendicavano una nobiltà rispetto alle stirpi meridionali (salvo poi vedersi pagate con la loro stessa moneta).

### Contesto storico
In un'epoca imprecisata La Mecca sarebbe appartenuta ai Banū Jurhum, insediatisi nella città ai danni dei Qaturà (com'erano identificati gli Amaleciti). A loro volta i Bānu Jùrhum avrebbero dovuto accettare il predominio dei Banu Khuza'a, assoggettati poi dalla stirpe dei Kinàna cui – come detto – potevano fare parte i Quraysh.
In epoca preislamica (per i musulmani, della Jāhiliyya: l''Ignoranza' del messaggio salvifico del Corano), i Quraysh avrebbero tratto grandi vantaggi dalla gestione del santuario urbano della Kaʿba: dedicato alla divinità oracolare di Hubal, in seguito diverrà il luogo di culto delle tante altre divinità venerate nella penisola arabica.
Attività specifica dei Quraysh erano però i traffici carovanieri i quali, passando per La Mecca, univano le coste mediterranee al meridione dell'Arabia; ciò, grazie alla buona capacità guerriera della tribù (la quale si esprimerà ampiamente in età islamica).

### Società
Come ogni altra tribù i Quraysh erano suddivisi in clan, lignaggi e famiglie nucleari. Il matrimonio (salvo fra cugini) era vietato all'interno del lignaggio, e questo portava a un diffuso intrecciarsi dei rapporti di parentela e di affinità che rafforzava la compattezza del gruppo.
All'epoca dell'attività di Maometto, i principali e più potenti clan erano i Banū Makhzūm e i Banu 'Abd Shams; ma ogni clan aveva una sua visibilità e godeva di grande rispetto: cemento fondamentale per la coesione dell'edificio tribale, pronto alla solidarietà interna e all'aggressività con l'esterno, salvo stringere all'occasione utili alleanze (ḥilfa) con i gruppi circostanti.

## Simbologia

Il falco di Quraysh rappresentato nello stemma della Siria

Il falco di Quraysh, un simbolo diffusamente utilizzato nel mondo arabo e presente su diverse bandiere e stemmi nazionali, deriva le proprie origini dalla tribù dei Quraysh.